# Amy Giles
Amy Giles (* 1965 oder 1966) ist eine US-amerikanische Autorin. Ihre Veröffentlichungen sind der Kinder- und Jugendliteratur zuzuordnen.

## Leben
Amy Giles arbeitet als Werbetexterin und schrieb in diesem Zusammenhang unter anderem Werbespots und Katalogeinträge.
Ihr erster Roman, der veröffentlicht wurde, war Now Is Everything, der die Thematik der häuslichen Gewalt im Elternhaus der Protagonistin behandelt. 2019 erhielt Amy Giles für die deutschsprachige Übersetzung Jetzt ist alles, was wir haben den Buxtehuder Bullen, einen Jugendliteraturpreis der mit einer aus Jugendlichen und Erwachsenen paritätisch besetzten Jury vergeben wird. Im Rahmen der Preisverleihung wurde auch eine gravierte Messingplatte mit Giles Namen und dem Buchtitel auf dem Buxtehuder „BULLEvard“, einem Fußweg mit Platten aller Preisträger, verlegt. Giles betonte, dass es sie freue, ein Teil von Buxtehudes Geschichte zu sein.
Ihr zweiter Roman That Night, eine Liebesgeschichte zweier Jugendlicher, erschien im Folgejahr und wurde ebenfalls ins Deutsche übersetzt. Die Hauptcharaktere dieses Buchs haben in der Vergangenheit jeweils ihren Bruder bei derselben Massenschießerei verloren. Für beide hat sich der Schicksalsschlag etwas anders ausgewirkt und das Buch berhandelt die Frage, ob sie trotz dieses Einschnitts in ihr Leben glücklich sein dürfen.
Sie lebt mit ihrem Mann und zwei Töchtern auf Long Island im Bundesstaat New York.

## Werk
- Now Is Everything. HarperTeen, New York 2017, ISBN 0-06-249573-9
  - Jetzt ist alles, was wir haben. Aus dem Englischen von Isabel Abedi. cbj, Gütersloh 2018, ISBN 978-3-641-19720-9.
- That Night. HarperTeen, New York 2018, ISBN 0-06-249577-1
  - Jene Nacht ist unser Schatten. Aus dem Englischen von Isabel Abedi. Penguin Random House, München 2021, ISBN 978-3-641-25502-2

## Auszeichnungen (Auswahl)
Jetzt ist alles, was wir haben:
- Buxtehuder Bulle 2019[1]